# KkStB 20 sorozat
A kkStB 51 sorozat egy tehervonati szerkocsis gőzmozdonysorozat volt az osztrák Császári és Királyi Osztrák Államvasutaknál (k.k. Staatsbahn, kkStB), amely mozdonyok eredetileg a Pilsen-Priesen(-Komotau)Vasút (Eisenbahn Pilsen-Priesen(-Komotau), EPPK) származtak.
A 20.11-16 pályaszámú mozdonyok a kkStB 13 sorozat 1897 és 1902 között átépített gépei voltak, melyek eredetileg a EPPK Nr. 1-6 pályaszámokat viseltek. A 20.01-06 eredetileg az EPPK Nr. 7-12 pályaszámú mozdonyok voltak. Ezek 1895 után mind új kazánt kaptak. A táblázat értékei erre az új kazánra vonatkoznak.
Az EPPK Nr. 1-6 számú mozdonyokat 1873-ban a Sigl bécsi gyára, az EPPK-Nr. 7–12 számúakat 1876-ban a Bécsújhelyi Mozdonygyár szállította.
Az első világháború után a sorozat megmaradt mozdonyai a Csehszlovák Államvasutakhoz (ČSD) kerültek és ott selejtezték őket anélkül, hogy pályaszámot kaptak volna.

## Fordítás
- Ez a szócikk részben vagy egészben  a   kkStB 20 című német Wikipédia-szócikk fordításán alapul.  Az eredeti cikk szerkesztőit annak laptörténete sorolja fel. Ez a jelzés csupán a megfogalmazás eredetét és a szerzői jogokat jelzi, nem szolgál a cikkben szereplő információk forrásmegjelöléseként.